# Mulla
A mulla vagy bizonyos országokban molla, a muszlim pap (imám) és mecsetvezető megtisztelő címe. Olyan személyekre is használják, akik felsőfokú végzettséggel rendelkeznek az iszlám teológiából és a saría jogból; a kifejezés minden iszlám vallástudóst magába foglal, függetlenül a státuszától.

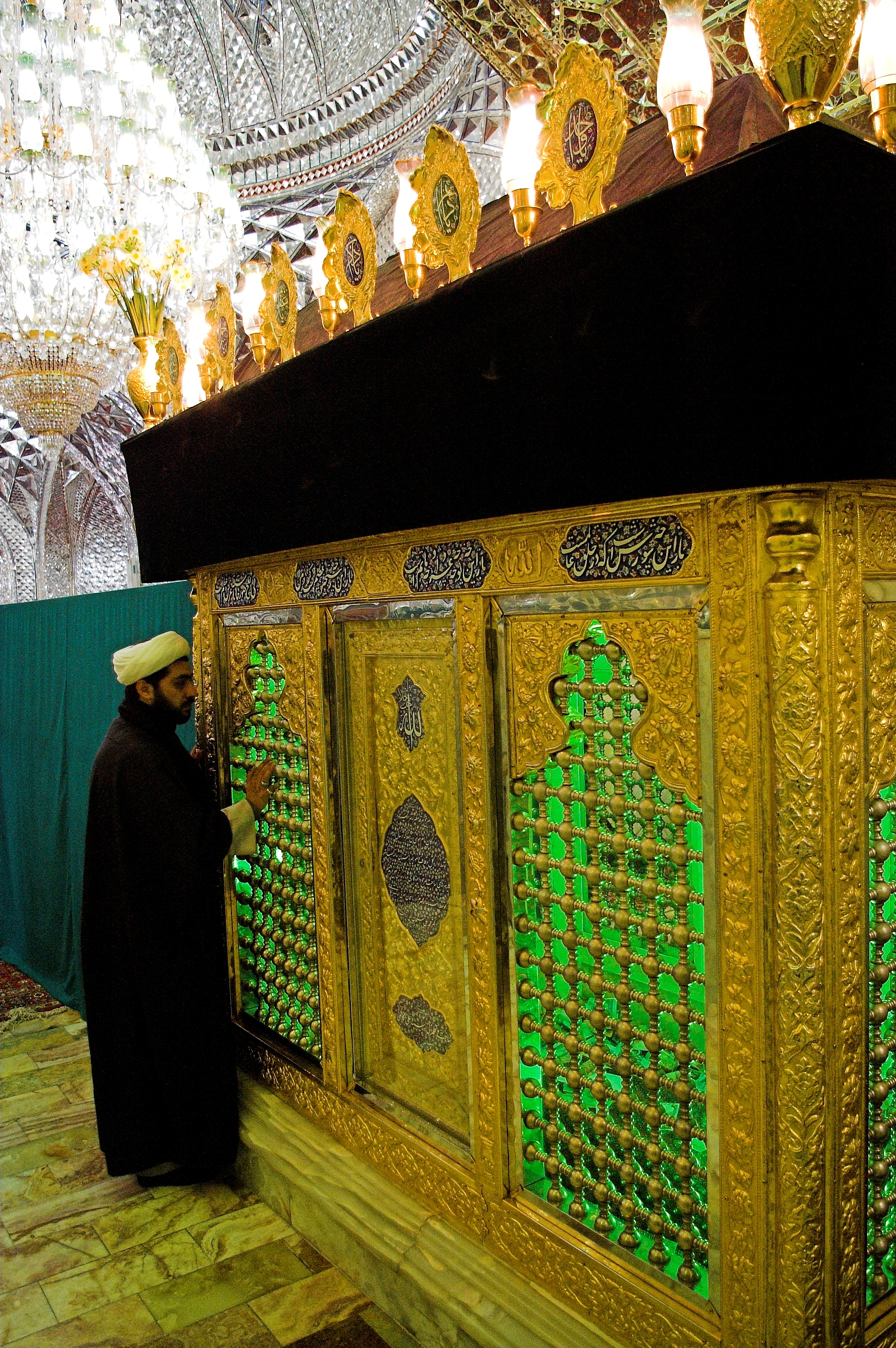
Egy síita mulla imádkozik egy iráni mecsetben

## Etimológia
A mulla szó az újperzsa mullā szóból származik (perzsául: ملا), amely pedig az arab mawlā szóból  (arabul: مَوْلَى) (= "mester" és "őrző").

## Történelmi használat
A címet több mizrahi (keleti) és szefárd zsidó közösségekben is használták a közösség vezetésére, különösen a vallási vezetésre hivatkozva.

## Modern, iszlám használat
A kifejezés, amelyet a muzulmán világ nagy részén, különösen Iránban , Törökországban, a Kaukázusban, Közép-Ázsiában, Nyugat-Ázsiában, Dél-Ázsiában használnak, általában a falusi mecsetvezetőkre használják, akik nem rendelkeznek magas szintű vallási végzettséggel. Más régiókban, mint például a Maghrebben az imám szinonimájaként használják.
Afganisztánban és Pakisztánban a címet a medresze vagy iszlám iskola végzettjei kapják, akikből mecsetvezető, egy vallási iskola tanára lesz, akik vallási szertartásokat végezhetnek. De a tálibok sok vezetője a molla címet viselte, bár nem mindenki fejezte be a medreszei tanulmányait.